# Lichtenberg, Hof
Lichtenberg là một đô thị ở huyện Hof bang Bavaria thuộc nước Đức.